# Gai Nauci Rútil (cònsol 475 aC)
Gai Nauci Rútil (llatí: Gaius Nautius Sp. f. Sp. n. Rutilus) va ser un magistrat romà que va viure al segle v aC. Era probablement germà de Espuri Nauci Rútil.
Va ser elegit cònsol per primera vegada l'any 475 aC juntament amb Publi Valeri Publícola, i aquell any va assolar el territori dels volscs, però no va aconseguir portar-los a la batalla. Va ser cònsol per segona vegada el 458 aC amb Luci Minuci Esquilí Augurí. En aquest període va fer la guerra amb èxit als sabins mentre el seu col·lega va ser derrotat pels eques. Rutil va haver de tornar a Roma per nomenar dictador a Luci Quint Cincinnat.